# Lathyrus laevigatus
Lathyrus laevigatus là một loài thực vật có hoa trong họ Đậu. Loài này được (Waldst. & Kit.) Gren. miêu tả khoa học đầu tiên.

## Hình ảnh

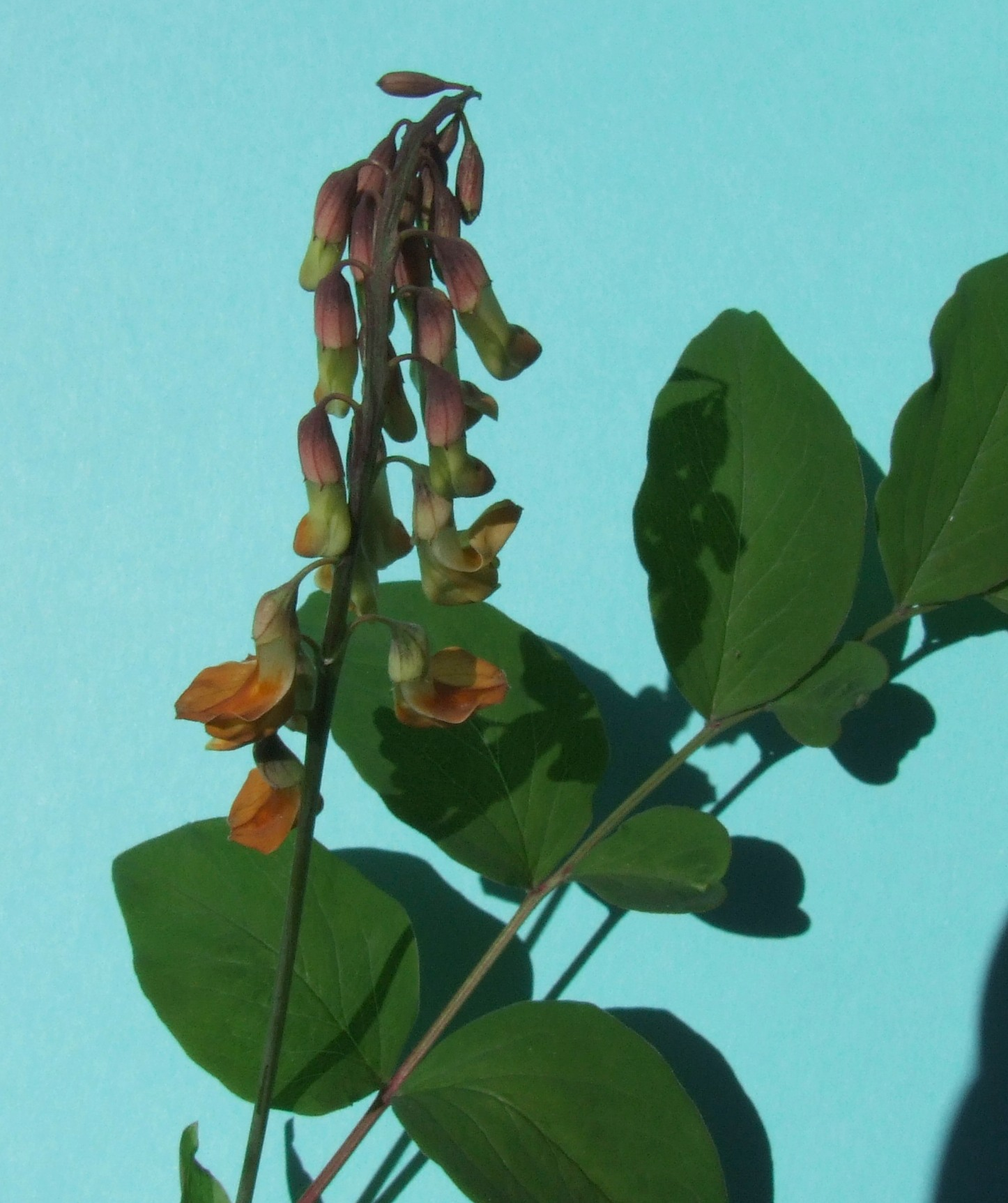
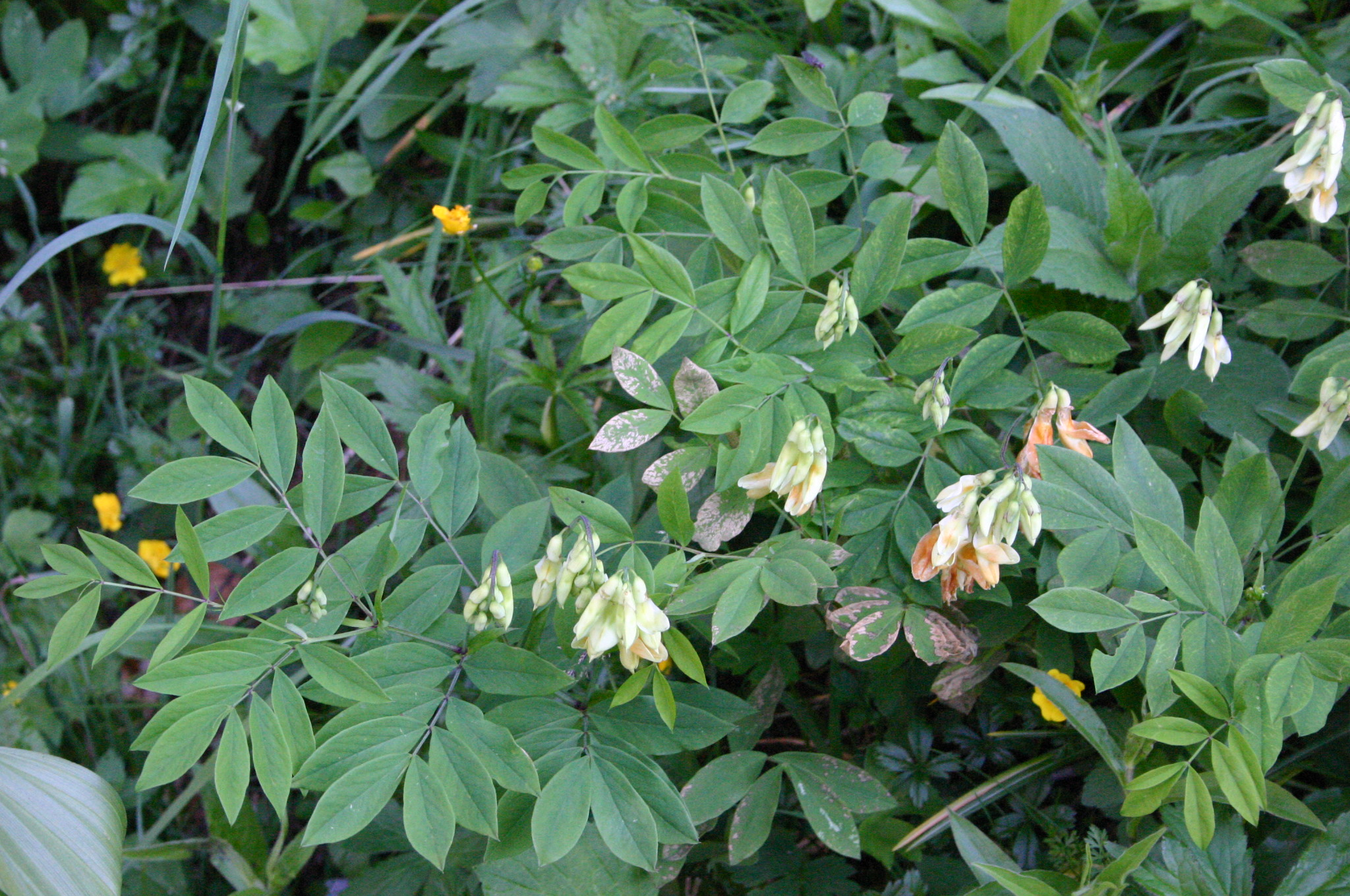
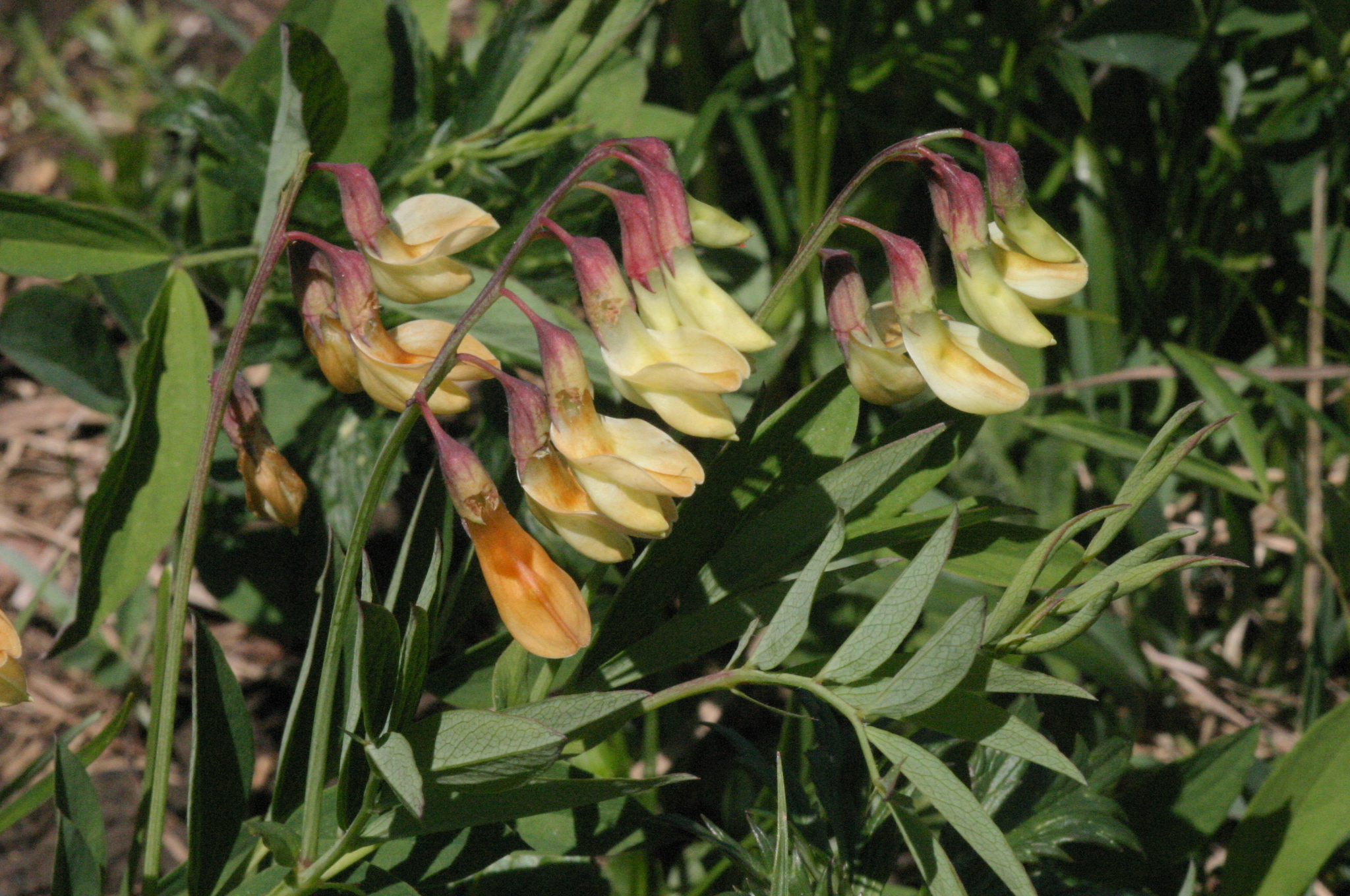
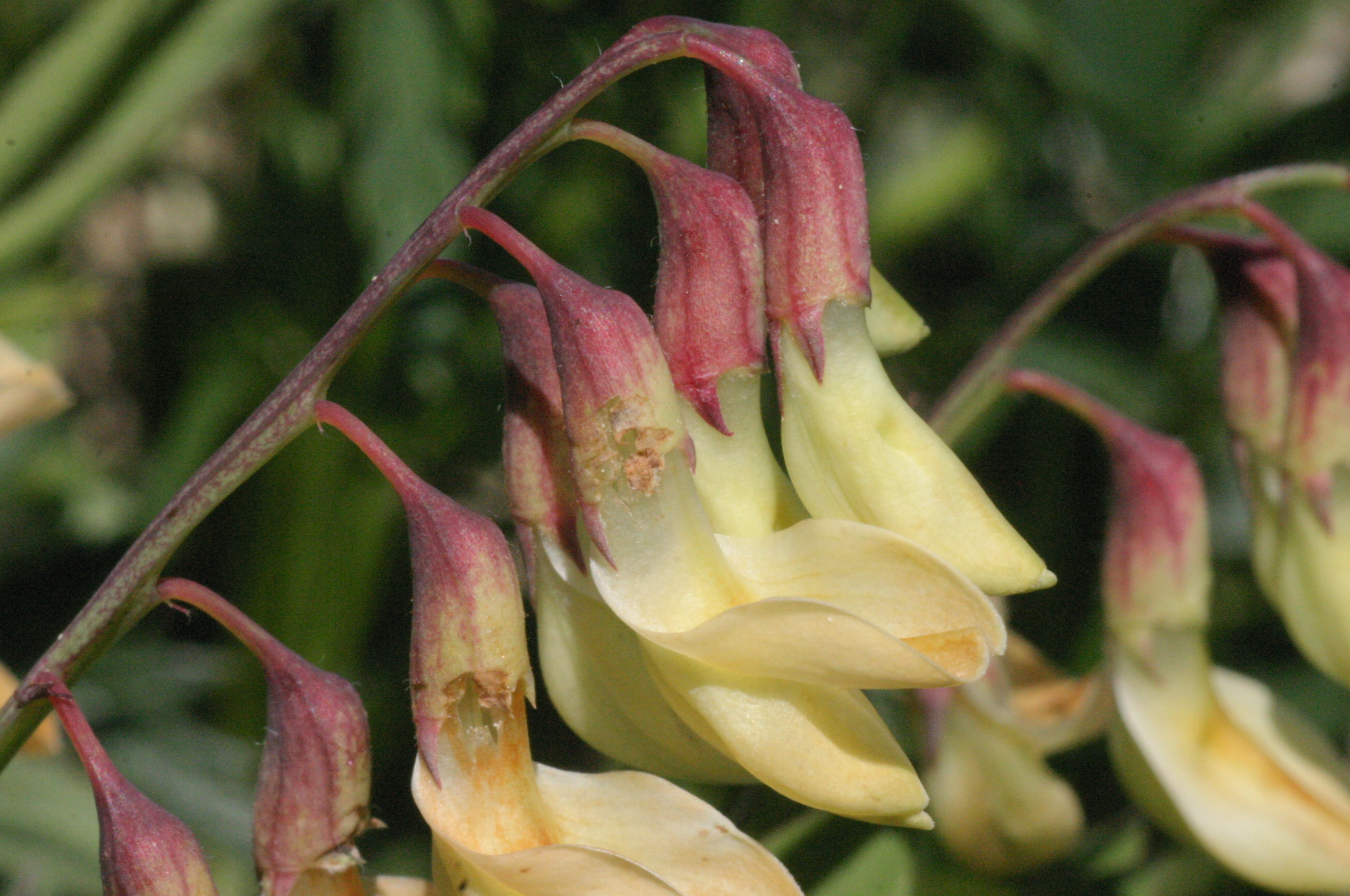